# Jiribam
Jiribam es una localidad de la India en el distrito de Imphal oriental, estado de Manipur.

## Geografía
Se encuentra a una altitud de 46 m s. n. m. a 214 km de la capital estatal, Imfal, en la zona horaria UTC +5:30.

## Demografía
Según estimación 2010 contaba con una población de 6 696 habitantes.